# Paweł Musioł (poseł)
Paweł Andrzej Musioł (ur. 10 sierpnia 1944 w Rybniku, zm. 27 grudnia 2017 tamże) – polski przedsiębiorca i polityk, poseł na Sejm RP I kadencji.

## Życiorys
Syn Józefa i Anny. Ukończył studia na Wydziale Prawa i Administracji Uniwersytetu Śląskiego w 1980. Zawodowo związany z górnictwem i przemysłem wydobywczym. Działał w organizacjach gospodarczych, m.in. był członkiem zarządu Związku Pracodawców Górnictwa Węgla Kamiennego.
Był założycielem Ruchu Autonomii Śląska i jego pierwszym przewodniczącym. W wyborach w 1991 z listy RAŚ uzyskał mandat posła na Sejm I kadencji z okręgu gliwickiego. Pod koniec kadencji był posłem niezrzeszonym. Zasiadał w Komisji Spraw Zagranicznych, Komisji Samorządu Terytorialnego oraz w Komisji Nadzwyczajnej do rozpatrzenia projektu ustawy o ochronie prawnej dziecka poczętego. Był także członkiem trzech podkomisji.
W wyborach parlamentarnych w 1997 bez powodzenia kandydował do Sejmu z listy Narodowo-Chrześcijańsko-Demokratycznego Bloku dla Polski.
W 1999 odznaczony Krzyżem Kawalerskim Orderu Odrodzenia Polski.